# Cerkiew Narodzenia Pańskiego w Klewaniu
Cerkiew Narodzenia Pańskiego – prawosławna cerkiew w Klewaniu, w eparchii rówieńskiej Ukraińskiego Kościoła Prawosławnego Patriarchatu Moskiewskiego.

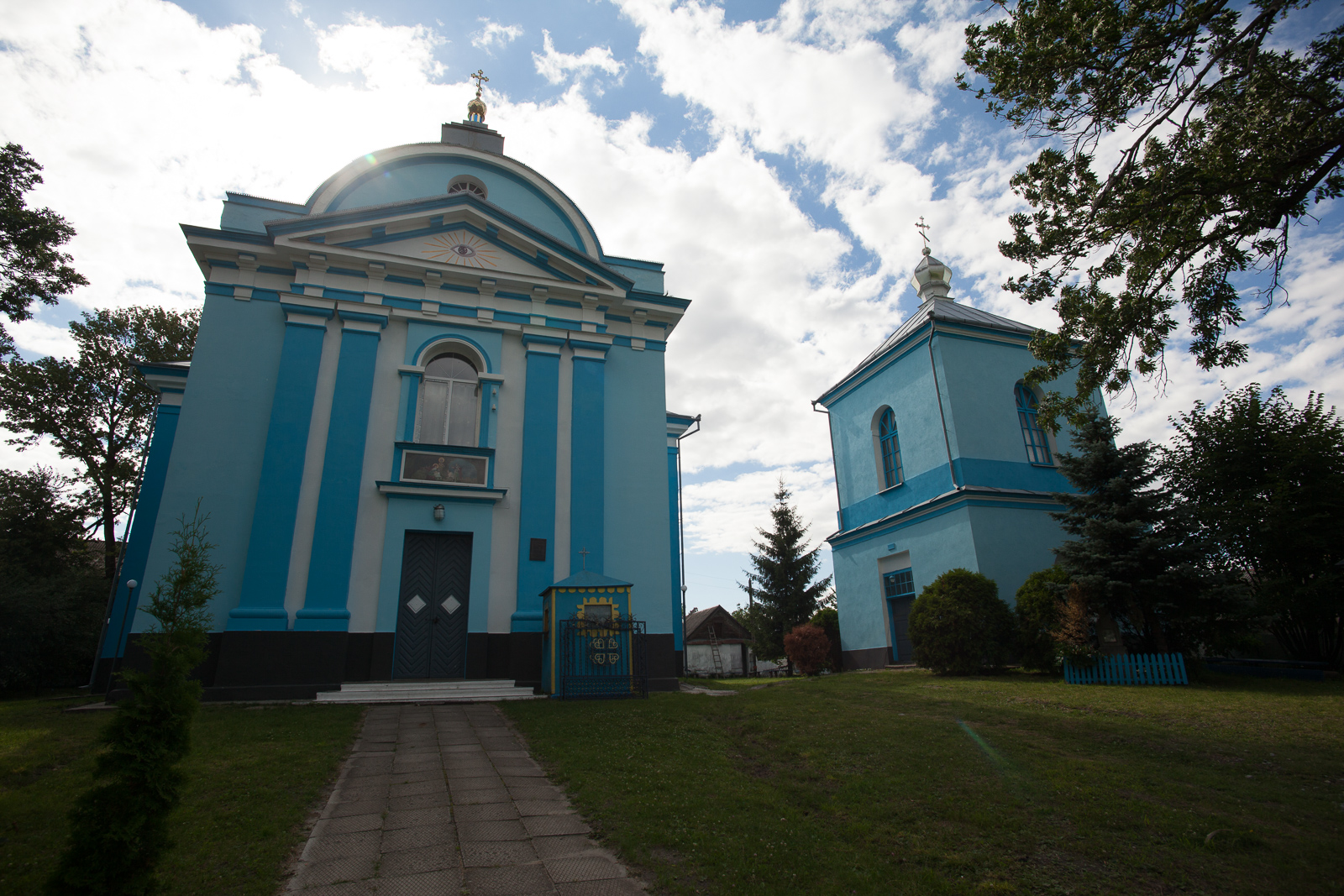
Cerkiew i dzwonnica

Wzniesiona w 1777 jako unicka, z fundacji Adama Czartoryskiego. Budynek wznosi się na planie krzyża, został zbudowany z cegły. Elewację obiektu zdobią cztery pilastry zwieńczone tympanonem, nad nim znajduje się półokrągły fronton z okrągłym oknem. Drugie okno, prostokątne, znajduje się w centrum fasady. Nawę centralną nakryto drewnianym stropem z XIX w., nad nim znajduje się bęben z dachem namiotowym.
Dwukondygnacyjna dzwonnica sąsiadująca z cerkwią powstała w 1844.